# Gernot Heck
Gernot Heck (* 12. April 1940 in Nieder-Wiesen; † 9. Juli 2021 in Ruppertsecken) war ein deutscher Politiker (CDU).

## Leben
Nach dem Besuch der Volksschule von 1946 bis 1954 in Nieder-Wiesen besuchte er bis 1960 das staatliche Aufbaugymnasium in Alzey. Das Abitur legte er 1960 ab. An den Schulbesuch schloss sich das Studium der Germanistik, Geschichte, Politik, Philosophie und Pädagogik an den Universitäten Mainz und Freiburg an. Das Erste Staatsexamen legte er 1966 in Mainz ab. Das Zweite Staatsexamen folgte 1968.
Seit 1971 war er Studienrat, seit 1973 Oberstudienrat und ab 1975 Studiendirektor am staatlichen Gymnasium in Alzey. Ab 1991 arbeitete er als Ministerialrat in der rheinland-pfälzischen Landesvertretung in Brüssel. Ab 1998 war er Leiter der Außenstelle der Landeszentrale für politische Bildung an der Universität Kaiserslautern.
Gernot Heck starb nach langer Krankheit am 9. Juli 2021 in Ruppertsecken. Sein Grab befindet sich auf dem Gemeindefriedhof in Nieder-Wiesen.

## Politik
Heck war u. a. Kreisvorsitzender der Jungen Union (JU), stellvertretender Kreisvorsitzender bzw. Kreisvorsitzender der CDU, Mitglied des Bezirksvorstands der KPV, Mitglied des Landesvorstands des Evangelischen Arbeitskreises der CDU. Von 1980 bis 1990 war er Vorsitzender des CDU-Kreisverbands Alzey-Worms.
Er war vom 20. Mai 1975 bis 20. Mai 1991 Mitglied des Rheinland-Pfälzischen Landtages. Er gehörte dem Landtag insgesamt 4 Wahlperioden an. In der 8. Wahlperiode war er Mitglied im Innenausschuss. In der 9. Wahlperiode arbeitete er im Innenausschuss, dem Rechtsausschuss und der Enquete-Kommission "Landeswahlrecht". In der 10. Wahlperiode war er Mitglied Haushalts- und Finanzausschuss, im Innenausschuss und im Rechtsausschuss. Seit dem 22. Juni 1989 war er darüber hinaus Vorsitzender des Innenausschusses.
Heck war Mitglied des Ortsgemeinderats Nieder-Wiesen, im Verbandsgemeinderat Alzey-Land und des Kreistags Alzey-Worms. 1984 war er Vorstandsmitglied des Landkreistags Rheinland-Pfalz.
2014 wurde Heck zum Ortsbürgermeister seines Heimatdorfes Nieder-Wiesen gewählt, legte sein Amt aber vor Ablauf der Amtszeit zum 30. Juni 2016 aus gesundheitlichen Gründen nieder.

## Ehrungen und Auszeichnungen
- Verfassungsmedaille des Landes Rheinland-Pfalz (1977)
- Bundesverdienstkreuz am Bande (1984)
- Bundesverdienstkreuz 1. Klasse (1987)

## Sonstige Mitgliedschaften
Heck war Mitglied im Verwaltungsrat der Kreissparkasse Alzey und Worms, im Kuratorium der Universität Mainz, im Landesjugendwohlfahrtsausschuss, im dbb und im Philologenverband.